# Тьомкін Марк Мойсейович
Марк Мойсейович (Марко Михайлович) Тьомкін (2 грудня 1895, містечко Козелець Чернігівської губернії, тепер Козелецького району Чернігівської області — квітень 1980, місто Москва) — радянський партійний діяч, відповідальний секретар Чернігівського губернського комітету КП(б)У, відповідальний секретар Бердичівського окружного комітету КП(б)У, 1-й секретар Удмуртського обласного комітету ВКП(б). Член ЦК КП(б)У в січні 1934 — травні 1937 року. Член Комісії партійного контролю при ЦК ВКП(б) у лютому 1934 — 1939 р.

## Біографія
Народився в родині єврейського музиканта. У 1911 році закінчив вище початкове чотирикласне училище в місті Козельці. З 1911 по 1917 рік навчався в Чернігівській земській фельдшерській школі, брав участь у революційній діяльності.
Член РСДРП(б) з 1914 року.
У 1915 році за розповсюдження більшовицьких прокламацій був заарештований і засланий у Сибір. Після Лютнвої революції 1917 року повернувся до Чернігова, де працював у партійній організації, був пропагандистом та інструктором Чернігівського губернського комітету РСДРП(б).
У грудні 1917 — березні 1918 року — секретар заводського комітету машинобудівного заводу «Людвіг Нобель» у місті Петрограді.
У березні — червні 1918 року — червоногвардієць у місті Пскові. У липні — жовтні 1918 року — комісар загону, комісар 5-го Волинського полку РСЧА на Чехословацькому фронті.
У жовтні 1918 — лютому 1919 року — начальник відділу політичної просвіти районного військового комісаріату в місті Петрограді.
У березні — серпні 1919 року — начальник відділу політичної просвіти Політичного управління Народного комісаріату з військових і морських справ Української СРР у Харкові та Києві.
У серпні — жовтні 1919 року — начальник агітаційно-організаційного відділу політичного відділу 14-ї армії РСЧА в Конотопі та Брянську. У жовтні 1919 — січні 1920 року — начальник політичного відділу Окремої стрілецької бригади на Південному фронті. У січні — червні 1920 року — комісар дивізії та штабу 57-ї стрілецької дивізії 16-ї армії РСЧА Західного фронту. У червні — вересні 1920 року — помічник начальника політичного відділу 10-ї стрілецької дивізії 16-ї армії РСЧА Західного фронту. У вересні 1920 — липні 1921 року — начальник політичного відділу 17-ї стрілецької дивізії 16-ї армії РСЧА Західного фронту. У 1921 році брав участь у ліквідації Кронштадтського повстання.
У липні 1921 — квітні 1922 року — завідувач організаційного відділу Чернігівського губернського комітету КП(б)У; відповідальний секретар Чернігівського губернського комітету КП(б)У.
У липні 1922 — серпні 1923 року — уповноважений Головного управління у справах кустарної, дрібної промисловості та промкооперації «Головкустпром» по Українській СРР у Києві.
У вересні 1923 — лютому 1924 року — завідувач організаційного відділу Подольського повітового комітету РКП(б) Московської губернії.
У лютому 1924 — лютому 1925 року — відповідальний секретар Петровського районного комітету КП(б)У міста Києва.
У лютому 1925 — лютому 1927 року — відповідальний секретар Бердичівського окружного комітету КП(б)У.
У лютому — жовтні 1927 році працював інструктором Уральського обласного комітету ВКП(б) у місті Свердловську.
У жовтні 1927 — червні 1929 року — відповідальний секретар Верхнє-Камського окружного комітету ВКП(б) Уральської області.
У липні 1929 — жовтні 1930 року —  слухач Курсів марксизму-ленінізму в Москві.
У листопаді 1930 — лютому 1933 року — відповідальний (1-й) секретар Вотського (Удмуртського) обласного комітету ВКП(б).
У березні 1933 — лютому 1934 року — начальник політичного сектора машинно-тракторних станцій (МТС) обласного земельного управління Одеської області.
У лютому 1934 — липні 1935 року — керівник групи по радгоспах Комісії партійного контролю при ЦК ВКП(б). У липні 1935 — квітні 1937 року — керівник сільськогосподарської групи Комісії партійного контролю при ЦК ВКП(б).
У квітні — червні 1937 року — уповноважений Комісії партійного контролю при ЦК ВКП(б) по Донецькій області УРСР.
У червні 1937 — вересні 1938 року — 1-й заступник народного комісара зернових і тваринницьких радгоспів СРСР.
У квітні — вересні 1939 року — директор м'ясорадгоспу «Соревнование» Тульської області.
У вересні 1939 — січні 1941 року — студент Промислової академії у Москві. з січня по вересень 1941 року навчався у Московському інженерно-економічному інституті імені Серго Орджонікідзе.
З вересня 1941 року — в Червоній армії, учасник німецько-радянської війни. З вересня 1941 по січень 1944 року служив політичним інспектором Головного військово-санітарного управління РСЧА. У січні — травні 1944 року — начальник відділу польового управління 6-ї танкової армії 2-го Українського фронту. У червні — грудні 1944 року — начальник штабу тилу 26-го гвардійського стрілецького корпусу 3-го Українського фронту.
У лютому 1945 — серпні 1947 року — начальник відділу демонтажу Трофейного управління 1-го Білоруського фронту.
З серпня 1947 по березень 1948 року — в резерві начальника тилу МВС СРСР. З квітня 1948 по квітень 1949 року — пенсіонер МВС СРСР.
У квітні 1949 — серпні 1950 року — директор радгоспу «Болдіно» Солнєчногорського району Московської області.
З серпня 1950 по червень 1954 року — пенсіонер Міністерства оборони СРСР.
З червня 1954 року — персональний пенсіонер союзного значення в місті Москві, де й помер у квітні 1980 року.

## Звання
- гвардії підполковник

## Нагороди
- орден Леніна
- орден Жовтневої Революції (18.12.1975)
- орден Вітчизняної війни ІІ ст.
- орден Вітчизняної війни І ст.